# Бурмистров, Анатолий Леонидович
Анатолий Леонидович Бурмистров (6 сентября 1971, Ленинград) ― российский и норвежский учёный-экономист, доктор философии, профессор, один из основателей российско-норвежской бухгалтерской школы при университете Норд (Норвегия), член правления международного сообщества по изучению бухгалтерского учёта в государственном секторе CIGAR (Comparative International Government Accounting Research network of scholars http://cigar-network.net), член правления Норвежского центра сотрудничества с Россией и Евразией SIU (The Norwegian Centre’s for International Cooperation in Higher Education), рецензент/эксперт в нескольких международных научных журналах (Scandinavian Journal of Management, Journal of Applied Accounting Research, International Review of Administrative Sciences, Journal of Accounting and Organizational Change, др.), ответственный редактор Journal of Public Budgeting, Accounting and Financial Management, автор более 50 научных публикаций по учёту и управленческому контролю, некоторые из которых удостоены престижных международных премий в области науки.

## Биография
Анатолий Леонидович Бурмистров — академик в третьем поколении. Дед, Анатолий Дмитриевич Бурмистров (1913—1990), советский ученый-биолог, в 1929 году поступил в техникум селекции плодоовощных культур в Козлове (ныне Мичуринск), в 1934—1939 годах окончил Плодоовощной институт имени И. В. Мичурина, прошёл путь от старшего техника в Центральной генетической лаборатории имени И. В. Мичурина до заведующего кафедрой плодоводства Ленинградского сельскохозяйственного института (1963—1985). А. Д. Бурмистров является автором более 100 научных трудов (публикаций и монографий на русском и латышском языках) по разработке и внедрению технологий производства ягодных культур и плодовых деревьев в северо-западном регионе России, в условиях нечернозёмной полосы, Латвии, Чехии, Словакии, США. Результаты А. Д. Бурмистрова в создании зимостойких сортов и подвоев внесли значительный вклад в опровержение господствовавшего мнения о допустимости и возможности применения слаборослых подвоев лишь в южных районах и были использованы при составлении Агроэкологического атласа России и сопредельных стран, при создании Большой советской энциклопедии и при написании многих диссертаций.
Отец, Леонид Анатольевич Бурмистров (1948—2011) — российский биолог, ботаник, растениевод, кандидат с.-х. наук. Закончил плодоовощной факультет Ленинградского сельскохозяйственного института по специальности учёный агроном-плодоовощевод (1971 г.) и в 1975 году защитил кандидатскую диссертацию по результатам изучения северного сортимента груши «Биологические и морфологические особенности формирования груши в условиях Ленинградской области». С 1977 по 2011 год работал во Всероссийском научно-исследовательском институте растениеводства им. Н. И. Вавилова (г. Санкт-Петербург), где от младшего научного сотрудника вырос до ведущего научного сотрудника отдела генетических ресурсов плодовых культур ГНУ ВИР Россельхозакадемии (2008—2011). Был участником многих экспедиций и поездок по России и за рубежом, создал коллекцию дикорастущих видов и сортов рябин, а также ирги. Бурмистров Л. А. опубликовал свыше 100 научных и научно-популярных работ, в том числе несколько каталогов-справочников; являлся переводчиком статей для Реферативного журнала (РЖ) ВИНИТИ, Сер. Биология (Источник: https://www.vir.nw.ru/blog/authors/burmistrov-leonid-anatolevich)
Родился Анатолий Леонидович Бурмистров 6 сентября 1971 в Ленинграде в семье Леонида Анатольевича и Тамары Васильевны. Особенно увлекался точными науками — физикой, математикой, геометрией, астрономией. В 1988 году поступил в ленинградский Военмех на факультет аэрокосмического приборостроения, который окончил с красным дипломом. Дипломная работа была посвящена «Разгонным аппаратам и системным блокам».
За свои успехи в учёбе Анатолий Леонидович, студент 5 курса магистратуры (Master of Science in Space Technology, Baltic State Technical University, St. Petersburg), был приглашен на учёбу в Норвегию и в 1994 году стал первым российским студентом поступившим на программу российско-норвежского сотрудничества между Ленинградским Военно-Механическим Университетом и Высшей школой бизнеса города Буде в Норвегии. В том же году он встретил свою будущую жену Наталью, с которой обручился 15 апреля 1995 года и которая позже подарила ему двоих сыновей Михаила и Александра.
Получив магистерскую степень в управлении бизнесом (Master of Science in Business Administration (Siviløkonom)), Bodø Graduate School of Business (HHB), Bodø, Norway), в 1998 Анатолий Бурмистров приступил к работе над докторской диссертацией на тему «Accounting and transition: a study of Russian local government accounting», которую успешно защитил в 2001 году и получил учёнуе степень доктора философии (PhD — Doctorate of philosophy), Ph.D. in Business Administration, Norwegian School of Economics and Business Administration, Bergen, Norway.
Будучи доцентом в Высшей школе бизнеса города Буде, Анатолий Бурмистров возглавил координационную работу программы магистратуры (Master of Science in Business Administration, Bodø Graduate School of Business, Bodø, Norway, 2003—2005), а в 2008 году стал директором норвежско-российской магистерской программы «Энергетический менеджмент» в сотрудничестве с МГИМО (2008—2012). В 2010 году Анатолий Бурмистров получил должность профессора в университете Нурланда, а с 2015 является внештатным профессором в Norwegian School of Economics, Bergen (Norway). В 2011 профессор Анатолий Бурмистров получил должность вице-декана по науке.
Анатолий Бурмистров активно участвовал в создании и открытии в 2007 Центра делового сотрудничества в северных регионах при университете Норд (High North Center for Business and Governance) и дальнейшему развитию и продвижению интересов российско-норвежского сотрудничества в Арктике в сфере науки и образования. С 2007 года Анатолий Бурмистров вошел в состав многих исследовательских групп (e.g. Member of the Committee for Management Control, National Council for Economic and Administrative Education (NRØA) at the Norwegian Association of Higher Education Institutions (UHR); другие) и состав правления национальных и международных сообществ в области бухучета и управленческого контроля.
В 2014 году Анатолий Бурмистров стал Lead Author в проекте Adaptation Action for Changing Arctic (AACA), Arctic Monitoring and Assessment Program (AMAP), постоянная рабочая группа Арктического совета, особая ответственность за социально-экономические последствия изменений в главе 6 «Последствия изменений».
С 2015 — действительный член правления международного сообщества по изучению бухучета в государственном секторе CIGAR (Board member of the Comparative International Government Accounting Research (CIGAR) network of scholars (http://cigar-network.net); член исследовательских группы проекта «Science and Business in Arctic Environmental Governance» (POLGOV), профинансирован NFR program POLARPROG, в сотрудничестве с NUPI, FNI and FOX consulting; член правления Cooperation with Russia and Eurasia programs (The Norwegian Centre’s for International Cooperation in Higher Education (SIU)).
С 2016 Анатолий Бурмистров является национальным координатором по Норвегии в Европейской Ассоциации по бухучету (European Accounting Association (EAA).
В 2017 стал членом Норвежской Научной Академии Полярных Исследований (Norwegian Scientific Academy for Polar Research, www.polar-academy.com).
В 2018 основал и возглавил тематическую сеть «Умные сообщества на Крайнем Севере» при Университете Арктики (UArctic — Thematic Network on Smart Societies in the High North (SmartNorth)
За свою научно-образовательную деятельность профессор Бурмистров внёс вклад в развитие образования и науки, в том числе в вопросах укрепления и развития норвежско-российского сотрудничества. В 2014 году профессор Анатолий Бурмистров получил (together with K. Kaarbøe) David Solomon Prize Sponsored by the Charted Institute of Management Accountants (CIMA) за самую выдающуюся публикацию в журнале Management Accounting Research за 2013, а в 2018 приз от Emerald Literati Awards за самую выдающуюся публикацию в журнале Journal of Accounting & Organizational Change за 2017 год (together with K. Kaarbøe).

## Преподаваемые дисциплины
1. Бухгалтерский учёт и аудит
2. Управленческий контроль
3. Внутренний контроль
4. Академическое письмо

## Список основных трудов
- Overland, I., Bourmistrov, A., Dale, B., Irlbacher‐Fox, S., Juraev, J., Podgaiskii, E., … & Wilson, E. C. (2021). The Arctic Environmental Responsibility Index: A method to rank heterogenous extractive industry companies for governance purposes. Business Strategy and the Environment, 30(4), 1623—1643.
- Aleksandrov, E., Khodacheck., I. and Bourmistrov, A. (2021). Performance budgeting across government levels in Russia: from dialogic aspirations to monologic implementation, in Hoque, Z. (ed), Public Sector Reform and Performance Management in Developed Economies: Outcomes-Based Approaches in Practice, London and New York: Routledge. Chapter 14
- Iermolenko, O., Aleksandrov, E., Nazarova, N., & Bourmistrov, A. (2021). The «Bermuda triangle» of academic writing. The International Journal of Management Education, 19(2), 100511.
- Vakulenko, V., Bourmistrov, A., & Grossi, G. (2020). Reverse decoupling: Ukrainian case of healthcare financing system reform. International Journal of Public Sector Management.
- Aleksandrov, E., Bourmistrov, A. & Grossi, G. (2020). Performance budgeting as a «creative distraction» of accountability relations in one Russian municipality. Journal of Accounting in Emerging Economies.
- Vakulenko, V., Bourmistorv, A., Khodachek, I. (2020). Ideological and financial spaces of budgetary responses to COVID-19 lockdown strategies: comparative analysis of Russia and Ukraine. Journal of Public Budgeting, Accounting & Financial Management.
- Bourmistrov, A. (2020). From educating agents to change agents: experience of using foresight in accounting education. Journal of Accounting & Organizational Change.
- Bourmistrov, A., & Johansen, S. T. (2019). Governance in the High North: Rhetoric vs reality in the Barents region. Barents Studies
- Bourmistrov, A., Grossi, G. and Haldma, T. (guest editors) (2019) Accounting and performance management innovations in public sector organizations. Baltic Journal of Management, 14, 1, 79-83, https://doi.org/10.1108/BJM-01-2019-417
- Doornich, J., Kaarbøe, K., Bourmistrov, A. (2019) «The tension between intention and attention: Dialectic changes in the coercive and enabling orientations of organizational rules», Qualitative Research in Accounting and Management
- Aleksandrov, E., Bourmistrov, A., Grossi, G. (2018) «Participatory Budgeting as a Form of Dialogic Accounting in Russia: Actors’ Institutional Work and Reflexivity Trap» Accounting, Auditing & Accountability Journal, 31, 4, 1-27, https://doi.org/10.1108/AAAJ-02-2016-2435.
- Bourmistrov, A. (2017) «Mental Models and Cognitive Discomfort: Why do Users Reject Even a Small Change in a Financial Accounting Report», Pacific Accounting Review, 29, 4, 490—511, https://doi.org/10.1108/PAR-11-2016-0109.
- Bourmistrov, A. and Kaarbøe, K. (2017) «Tensions in Managerial Attention in a Company in Crisis: How Tightening Budget Control Resulted in Discomfort Zones for Line Managers». Journal of Accounting & Organizational Change, 13, 2, 239—261.
- Mineev, A. and Bourmistov, A. (2015) «Social capital at work: A case of adapting a Norwegian cooperation model in Russia», Journal of East West Business, 21 (2), 129—155.
- Bourmistrov, A. Mellemvik, F., Bambulyak, A., Gudmestad, O., Overland, I. and Zolotukhin, A. (2015) (eds) International Arctic Petroleum Cooperation: Barents Sea Scenarios, Routledge Studies in Environmental Policy Series, Routledge, 320p.
- Bourmistrov, A. and Kaarbøe, K., (2013) «The planning-regime concept and its application to three examples of organizational budgeting», in Kaarbøe, K; Gooderham, P. and Nørreklit, H. (eds) Managing in Dynamic Business Environments — between control and autonomy, Edward Elgar Publishing, Chapter 9, 163—184.
- Antipova, T. and Bourmistrov, A. (2013) «Is Russian Public Sector Accounting in the Process of Modernization? An Analysis of Accounting Reforms in Russia», Financial Accountability & Management, 29 (4).
- Bourmistrov, A. and Kaarbøe, K., (2013) «From comfort to stretch zones: A field study of two multinational companies applying „beyond budgeting“ ideas». Management Accounting Research, 24 (3), 196—211, http://dx.doi.org/10.1016/j.mar.2013.04.001.
- Bourmistrov, A., & Mellemvik, F. (2002). Exploring accounting and democratic governance: a study comparing a Norwegian and a Russian county. Financial Accountability & Management, 18(4), 331—353.